# Terebella kermadecensis
Terebella kermadecensis är en ringmaskart som beskrevs av McIntosh 1885. Terebella kermadecensis ingår i släktet Terebella och familjen Terebellidae. Inga underarter finns listade i Catalogue of Life.